# Молоканка (приток Среднего Егорлыка)
Молоканка — река в России, протекает по Ростовской области и Краснодарском крае. Устье реки находится в 115 км по правому берегу реки Средний Егорлык. Длина реки составляет 21 км, площадь водосборного бассейна 171 км². 
На берегах реки расположены хутор Магистральный и село Средний Егорлык.

## Данные водного реестра
По данным государственного водного реестра России относится к Донскому бассейновому округу, водохозяйственный участок реки — Маныч от истока до Пролетарского гидроузла, без рек Калаус и Егорлык, речной подбассейн реки — бассейн притоков Дона ниже впадения Северского Донца. Речной бассейн реки — Дон (российская часть бассейна).
Код объекта в государственном водном реестре — 05010500712107000017306.